# 伊織弓鶴
伊織弓鶴是日本软件公司AI制作的语音合成数据库系列，此系列是根据日本声优松浦義之录制的语音样本开发。其虚拟形象是由日本插画师吉田Yoshitsugi（吉田ヨシツギ）创作的同名虚构人物，外观上是米发黄瞳的男生，耳后挂着用麻花辫系着的三个铃铛。AI最初并未公开语音样本的录制者身份，之后在2021年2月25日的纪念直播中公开。

## 版本
| 年份               | 产品                       | 语音库                        | 引擎         | 平台         | 操作系统   |
| 文本转语音         | 文本转语音                 | 文本转语音                    | 文本转语音   | 文本转语音   | 文本转语音 |
| ------------------ | -------------------------- | ----------------------------- | ------------ | ------------ | ---------- |
| 2020年             | 《Voiceroid 2：伊织弓鹤》  | - 伊織 弓鶴                   | AITalk 4     | Voiceroid 2  | Windows    |
| 2021年             | 《A.I.Voice：伊织弓鹤》    | - 伊織 弓鶴 - 伊織 弓鶴（冥） | AITalk 5     | A.I.Voice    | Windows    |
| 2022年             | 《Seiren Voice：伊织弓鹤》 | - 伊織弓鶴                    | Seiren Voice | Seiren Voice | Windows    |
| 语言版本皆为日语。 |                            |                               |              |              |            |

### 文本转语音
- 《Voiceroid 2：伊织弓鹤》是由AHS开发和发行于2021年2月27日的文本朗读软件Voiceroid 2产品，主内容为一部支持「Voice Style」功能的语音库「伊織 弓鶴」，还附带了WAV格式语音集「exVoice」。Voiceroid是AHS和AI持有的商标，所使用的引擎是由AI根据波形拼接（英语：Concatenative synthesis）开发的AITalk 4，exVoice是BumpyFactory持有的商标。[2]

- 《A.I.Voice：伊织弓鹤》是由AI开发和发行于2021年2月22日的文本朗读软件A.I.Voice产品，主内容除了原先的语音库「伊織 弓鶴」，还新增了一部声音更低沉的「伊織 弓鶴（冥）」，但此语音库不支持Voice Style，此外，附带了新录制的exVoice。A.I.Voice所使用的引擎是由AI根据波形拼接和深度神经网络开发的AITalk 5。[3]

- 《Seiren Voice：伊织弓鹤》是用于语音重建软件Seiren Voice的语音库，由AI和多玩国发行于2022年9月29日。[4]

### 附加品
- 《exVoice伊织弓鹤》是由AI发行于2022年2月27日的WAV格式语音集，总计为三辑，前两辑分别为《Voiceroid 2》和《A.I.Voice》附带，第三辑为新录制。[5]